# Servicio de Radiodifusión de Palestina
El Servicio de Radiodifusión de Palestina (en inglés: Palestine Broadcasting Service, PBS) fue la emisora de radio del estado que retransmitía durante la Palestina del Mandato. 

## Historia

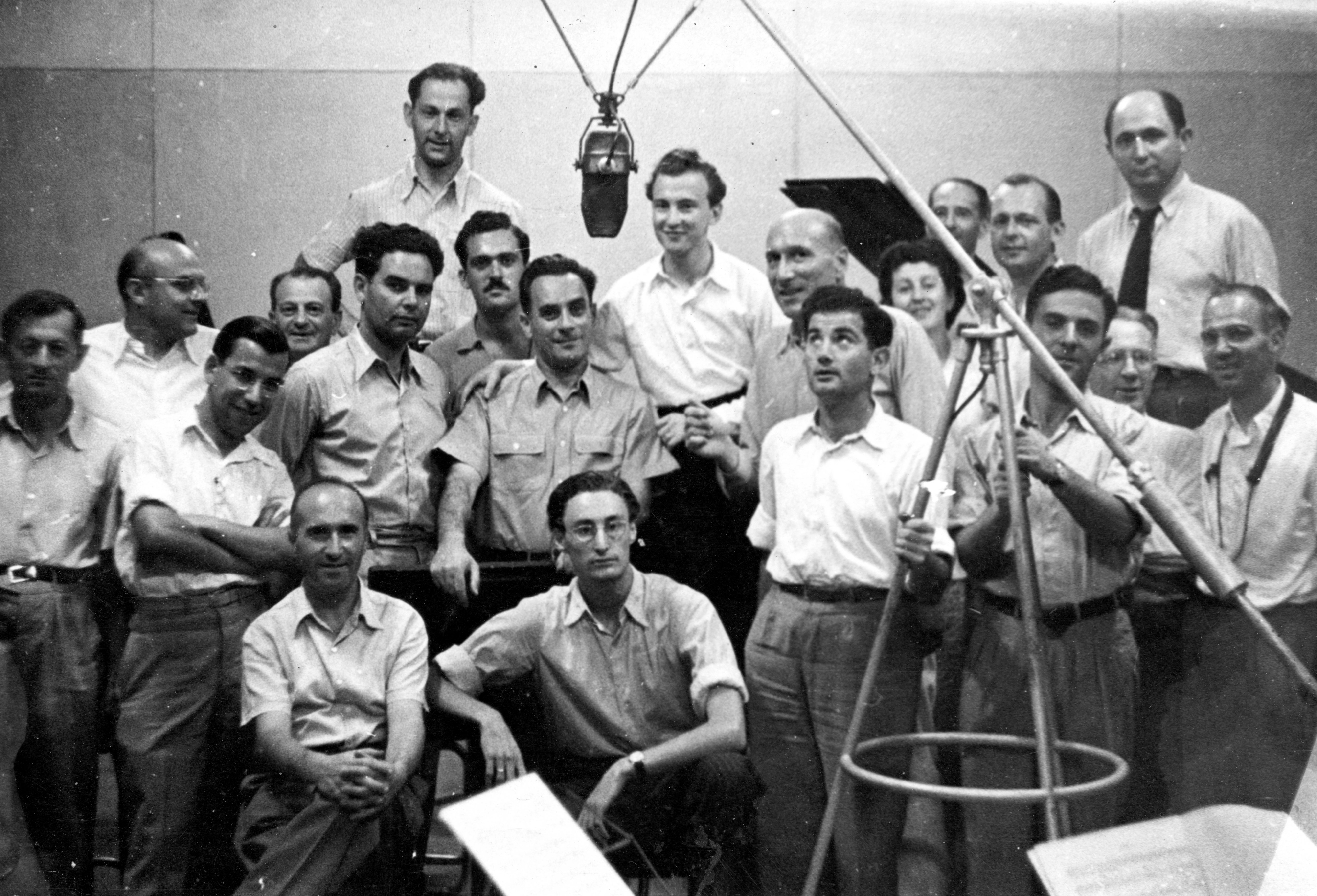
Foto tomada en el estudio del Servicio de radiodifusión de Palestina en Jerusalén, julio de 1947, después de la interpretación del Concierto para piano (Schumann). Menahem Pressler está a la derecha del micrófono.

El Servicio de Radiodifusión de Palestina operaba desde Jerusalén, Palestina Mandataria (ahora Israel y territorios palestinos). Su transmisor principal se encontraba en Ramala. Operó desde marzo de 1936 hasta el final del Mandato Británico de Palestina en 1948. Emitía programas en árabe, hebreo e inglés, y el tiempo de transmisión destinado a cada idioma se asignaba en ese orden.
Su programa en hebreo, Kol Yerushalayim, que fue inaugurado el 30 de marzo de 1936, desempeñó un papel importante en el desarrollo del hebreo como lengua nacional para los fundadores de Israel. Si bien las transmisiones de noticias y los comentarios políticos estaban muy censurados, los programas culturales del Servicio de Radiodifusión de Palestina —incluidas sus transmisiones de música en vivo— ayudaron a desarrollar las identidades nacionales palestina y sionista (más tarde israelí) de entreguerras.